# وضعیت مهارت‌های هفت‌گانه در ایران
مهارت‌های هفت‌گانه رایانه‌ای یا ICDL (مخفف International Computer Driving License)، مجموعه‌ای از مهارت‌های پایه در حوزهٔ فناوری اطلاعات است که توسط بنیاد اروپایی ICDL تعریف شده‌است. این مهارت‌ها شامل موارد زیر هستند:
1. مفاهیم پایه فناوری اطلاعات
2. استفاده از رایانه و مدیریت فایل‌ها
3. واژه‌پرداز (Word Processing)
4. صفحات گسترده (Spreadsheet)
5. پایگاه داده (Database)
6. ارائه مطالب (Presentation)
7. اینترنت و ارتباطات

در ایران، آموزش و تسلط بر این مهارت‌ها در سال‌های اخیر با چالش‌هایی همراه بوده‌است که در گزارش‌های رسمی و مطالعات آماری به آن اشاره شده‌است.

### وضعیت کلی
بر اساس گزارش سال ۱۴۰۳ مؤسسه هرمس، سطح عمومی تسلط به مهارت‌های هفت‌گانه در ایران پایین‌تر از میانگین جهانی است. نتایج این بررسی نشان می‌دهد که:
- حدود ۶۲٪ از کاربران رایانه در ایران تنها در سطح ابتدایی یا متوسط به این مهارت‌ها تسلط دارند.
- تسلط بر ابزارهای واژه‌پرداز و اینترنت نسبتاً بالا اما در حوزه‌هایی مانند صفحات گسترده و پایگاه داده بسیار پایین گزارش شده‌است.
- استان‌های مرزی و مناطق روستایی با کمبود زیرساخت و نیروی آموزش‌دیده مواجه‌اند.[۲]
- عدم به‌روزرسانی سرفصل‌های آموزشی و تطابق نداشتن آن‌ها با تحولات فناوری از مهم‌ترین چالش‌های نظام آموزشی در این حوزه است.[۱]

### عوامل مؤثر
در گزارش‌های داخلی و بین‌المللی، دلایل زیر به عنوان عوامل مؤثر در وضعیت آموزش مهارت‌های دیجیتال در ایران مطرح شده‌اند:
- نظام آموزشی رسمی: در بسیاری از مدارس و دانشگاه‌ها، آموزش این مهارت‌ها یا وجود ندارد یا به‌صورت غیرکاربردی ارائه می‌شود.[۱]
- نبود منابع بومی‌سازی‌شده: بسیاری از محتوای آموزشی از منابع ترجمه‌شده استفاده می‌کند که متناسب با نیاز بومی و بازار کار ایران نیستند.[۲]
- فقدان برنامه‌ریزی ملی در مهارت‌آموزی دیجیتال: طرح‌های توسعه‌ای مختلف اجرا شده‌اند، اما یکپارچگی و نظارت کافی بر آن‌ها وجود نداشته‌است.[۳]
- نابرابری منطقه‌ای در دسترسی به زیرساخت دیجیتال: همچنان شکاف دیجیتال میان مناطق شهری و روستایی محسوس است.[۲]

### برنامه‌های حمایتی
طی سال‌های اخیر، برخی اقدامات ملی برای بهبود وضعیت آموزش مهارت‌های دیجیتال انجام شده‌است:
- سازمان آموزش فنی و حرفه‌ای کشور دوره‌های رسمی ICDL را از طریق مراکز فنی ارائه می‌دهد.[۴]
- وزارت ارتباطات و فناوری اطلاعات طرح‌هایی مانند توسعه سواد دیجیتال عمومی و آموزش کارکنان دولت را اجرا کرده‌است.[۵]
- با رشد آموزشگاه‌های خصوصی، تلاش‌هایی برای استانداردسازی آموزش‌های غیررسمی نیز آغاز شده‌است.